# Elara (měsíc)

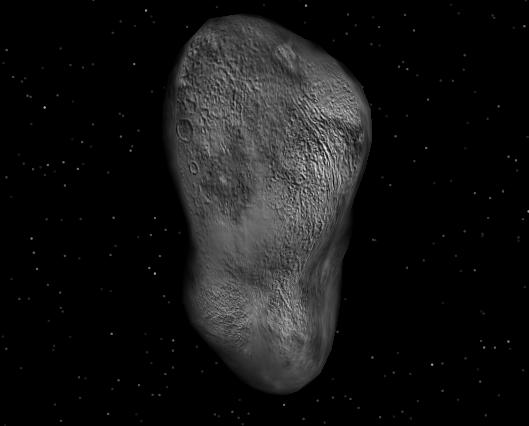
Jupiterův měsíc Elara (umělecká představa)

Elara (el'-ər-ə, IPA: /ɛlərə/; řecky Ελάρα) je nepravidelný přirozený satelit Jupiteru. Objeven byl v roce 1905 Charlesem D. Perrinem v observatoři Lick Observatory a je pojmenován podle Elar, postavy z řecké mytologie.

## Původ jména a orbit
Tento satelit získal své současné jméno až v roce 1975, předtím byl znám jako Jupiter VII. V letech 1955 až 1975 býval občas nazýván Héra. Patří do rodiny Himalia, což je skupina pěti měsíců obíhajících ve vzdálenosti 11 740 000 km od Jupiteru s inklinací přibližně 27.5 °. Charakteristiky oběžné dráhy se však neustále mění v závislosti na slunečních a planetárních anomáliích.

## Vedlejší výzkum
V únoru a březnu 2007 pořídila sonda New Horizons, směřující k planetce Pluto, několik fotografií Elar ze vzdálenosti 5 milionů km.